# Mahlerovy sady
Mahlerovy sady jsou bývalý veřejný park v Praze, nacházející se pod Žižkovským vysílačem, vedle židovského hřbitova na Žižkově. Byl zřízen v 50. letech 20. století na místě zrušené části židovského hřbitova. Na konci 80. let 20. století byl zmenšen v důsledku stavby Žižkovského vysílače a přešel do vlastnictví Českých Radiokomunikací. Ty jej jako soukromý pozemek pronajaly na dvacet let společnosti OREATHEA s.r.o., která na části území parku vybudovala restauraci a následně většinu travnatých ploch parku v roce 2013 přeměnila v minigolfové hřiště.